# Жута, Аудрюс
Аудрюс Жута (лит. Audrius Žuta; род. 5 января 1969, Литовская ССР) — советский и литовский футболист, защитник и полузащитник, судья.

## Биография

### Клубная карьера
Воспитанник клайпедского футбола, тренер — Леонардас Лукавичюс.
Начал выступать на взрослом уровне в 1986 году в составе «Атлантаса» (Клайпеда), за четыре сезона сыграл 100 матчей и забил 34 гола в первой и второй лигах чемпионата СССР. После выхода литовских команд из советского первенства провёл один сезон в чемпионате Литвы за «Сириюс» (Клайпеда).
В марте 1991 года перешёл в минское «Динамо». Дебютный матч в высшей лиге СССР сыграл 10 марта 1991 года против «Арарата», заменив на 63-й минуте Михаила Мархеля. В своей второй игре, 16 марта 1991 года против владикавказского «Спартака», сделал «дубль», принеся своей команде победу 2:0. Всего в последнем сезоне первенства СССР сыграл 30 матчей и забил 4 гола. После распада СССР ещё два года выступал за минское «Динамо» в высшей лиге Белоруссии, становился чемпионом страны.
С 1994 года снова играл в Литве, за «Атлантас» и ряд других клубов. Три года провёл в составе «Кареды» (Шауляй), с которой в сезонах 1996/97 и 1997/98 становился чемпионом страны. Всего в высшем дивизионе Литвы сыграл не менее 170 матчей и забил не менее 59 голов. В 1999 году выступал в чемпионате Латвии за «Вентспилс». В молодом возрасте получал предложения из Израиля и Испании, но отказывался, желая играть ближе к дому. Завершил игровую карьеру в 2002 году.

### Карьера в сборной
Дебютный матч за сборную Литвы сыграл 25 марта 1992 года против Польши. Первый гол за национальную команду забил 16 ноября 1994 года, принеся победу в выездном отборочном матче чемпионата Европы против Словении (2:1). Последний матч провёл 16 августа 1995 года против Эстонии.
Всего за сборную Литвы в 1992—1995 годах сыграл 26 матчей (признаваемых Федерацией футбола Литвы) и забил два гола.

### Судейская карьера
Начал судить матчи низших лиг Литвы в 27-летнем возрасте, ещё оставаясь действующим футболистом. После окончания игровой карьеры стал судить матчи высшего дивизиона, в первом сезоне был признан лучшим судьёй Литвы. Работал на международных матчах среди клубов и сборных.
С середины 2010-х годов работает инспектором на матчах чемпионата Литвы.

## Личная жизнь
Супруга Ольга, с которой познакомился в Минске. Сын Ирмантас и дочь Вилия.

## Достижения
- Чемпион Белоруссии: 1992, 1992/93
- Обладатель Кубка Белоруссии: 1992
- Чемпион Литвы: 1996/97, 1997/98, 2000